# Реус-Петренко Ольга Миколаївна
Реус-Петренко Ольга Миколаївна (* 12 липня 1936, Київ) — радянська і українська акторка театру і кіно. Заслужена артистка УРСР (1969). Лауреатка премії Всесоюзного кінофестивалю за фільм «День перший» (1958).

## Життєпис
Закінчила Київський державний інститут театрального мистецтва ім. І. Карпенка-Карого (1960). 
З 1962 року — акторка Дніпропетровського театру ім. Т. Г. Шевченка. 
З 1974 р. — акторка Київської кіностудії ім. О. П. Довженка.
Нагороджена медаллю «За освоєння цілинних земель» (1968). Членкиня Національної спілки кінематографістів України.

## Фільмографія
Знялась у стрічках:
- «„Богатир“ іде в Марто» (1954)
- «Тривожна молодість» (1954, немає в титрах)
- «Вогнище безсмертя» (1955, епізод (немає в титрах)
- «Море кличе» (1955, касирка (немає в титрах)
- «Педагогічна поема» (1955, Ольга Воронова (немає в титрах)
- «Вона вас кохає» (1956)
- «Поема про море» (1958, немає в титрах)
- «День перший» (1958, Катя)
- «Повість полум'яних літ» (1960, немає в титрах)
- «Радість моя» (1961, епізод)
- «Українська рапсодія» (1961, Оксана)
- «Будні карного розшуку» (1973)
- «Юркові світанки» (1974, Валентина)
- «Важкі поверхи» (1974),
- «Не віддавай королеву» (1975)
- «Ви Петька не бачили?» (1975)
- «Прості турботи» (1975, Ольга)
- «Ати-бати, йшли солдати...» (1976)
- «Право на любов» (1977, мати (немає в титрах)
- «Рідні» (1977, мати Саші)
- «Візит у Ковалівку» (1980, епізод)
- «„Мерседес“ втікає від погоні» (1980)
- «Осіння дорога до мами» (1981, к/м, Марфуша)
- «Я — Хортиця» (1981)
- «Сімейна справа» (1982)
- «Три гільзи від англійського карабіна» (1983)
- «Добрі наміри» (1984)
- «За ніччю день іде» (1984)
- «І ніхто на світі...» (1985)
- «Спокута» (1985, фільм-спектакль, Настя)
- «За покликом серця» (1985)
- «Остання електричка» (1986, к/с)
- «Наближення до майбутнього» (1986)
- «Поруч з вами» (1986)
- «Холодний березень» (1987)
- «Мистецтво подобатись жінкам» (1988, Явдоха)
- «Провінційна історія» (1988, Ольга Миколаївна)
- «Дорога через руїни» (1989)
- «Розпад» (1990, епізод)
- «Червоне вино перемоги» (1990, епізод)
- «Далі польоту стріли» (1990, епізод)
- «Івін А.» (1990)
- «Посилка для Маргарет Тетчер» (1990, к/м, епізод)
- «Козаки йдуть» (1991, епізод)
- «Викрадачі води» (1992)
- «Дорога на Січ» (1994, епізод)
- «Право на захист» (2002)
- «Богдан-Зиновій Хмельницький» (2006, епізод) та ін.